# فرکر (اکلاهما)
فرکر(به انگلیسی: Foraker) شهری در ایالت اکلاهما کشور ایالات متحده آمریکا است که جمعیت آن در سرشماری سال ۲۰۱۰ میلادی، ۱۹ نفر بوده‌است.